# SAGEM myC5-2
Sagem myC5-2 to telefon komórkowy typu clamshell produkowany przez francuską firmę Sagem. Posiada dwa wyświetlacze: wewnętrzny kolorowy LCD CSTN 128 x 160 px i zewnętrzny monochromatyczny LCD 96 x 64 px. Oprócz tego ma aparat 1.3 Mpx z możliwością nagrywania 30 sekundowych nagrań video, GPRS i dyktafon.

## Funkcje
- SMS, MMS, EMS
- WAP
- zegar
- budzik
- wygaszacz ekranu
- kalkulator
- przelicznik walut
- organizer
- słownik T9
- słownik polski
- alarm wibracyjny
- gry Java
- dyktafon
- tryb głośnomówiący
- zestaw samochodowy